# 주부 지방
주부 지방(일본어: 中部地方, 문화어: 쥬부 지방)은 일본의 혼슈섬의 중앙에 있는 광역지자체를 분류하는 말이다.

## 개요
일본 열도의 중앙에 위치하며, 동으로는 도호쿠 지방과 간토 지방, 서로는 긴키 지방, 남으로는 태평양, 북으로는 동해와 접한다.
크게 동해에 접한 호쿠리쿠 지방, 내륙의 주오 고지, 태평양에 접한 도카이 지방으로 나눈다.
- 동해에 인접한 현: 니가타현, 도야마현, 이시카와현, 후쿠이현
- 내륙에 위치한 현; 야마나시현, 나가노현, 기후현
- 태평양에 인접한 현: 시즈오카현, 아이치현, 미에현[1]
- 최대 도시 : 나고야시(주쿄 광역권)

## 지리

### 기후
동해와 접한 호쿠리쿠 지방, 나가노 현·기후 현 일대는 동해측 기후이며 세계적으로도 강설 지역에 속한다. 야마나시 현, 동해측 기후의 지역을 제외한 나가노 현은 중앙고지식 기후로 여름과 겨울의 기온 차이가 심하고 일본 알프스를 포함하는 지역이다. 시즈오카 현, 아이치 현 등 태평양과 접한 지방은 태평양측 기후로 대체로 온난하다.

### 지형
- 산맥 : 에치고 산맥, 미쿠니 산맥, 료하쿠 산지, 간토 산지, 히다 산지, 우오누마 구릉, 히다 구릉, 탄바 고지
- 산 : 후지산, 기타다케, 호타카다케, 아이노다케, 야리가다케
- 강 : 아라 강, 아가노 강, 시나노 강
- 반도 : 노토반도, 이즈반도
- 평야 : 에치고 평야, 다카다 평야

## 지역 범주
주부 지방의 범위나 주부 지방 내의 지방 구분은 다양한 방법이 있다.
- 니가타현, 도야마현, 이시카와현, 후쿠이현, 야마나시현, 나가노현, 기후현, 시즈오카현, 아이치현. 가장 일반적인 구분이며, 사회와 및 지리 등의 구분에 사용한다.
- 위 구분에서 미에현이 포함되거나 (미에 현을 긴키권에서 제외시키는 경우), 위 구분에서 야마나시현이 제외되기도 한다. (야마나시 현은 간토 지방에 포함)
- 위 구분에서 니가타 현과 야마나시 현을 제외하고 미에 현과 시가 현을 포함한다. (주부권 개발 정비법의 정의. 야마나시 현은 수도권에, 시가 현, 미에 현, 후쿠이 현은 긴키권에 포함한다.)

### 지역의 구분
- 고신에쓰 지방: 야마나시 현, 나가노 현, 니가타 현
- 호쿠리쿠 지방: 니가타 현, 도야마 현, 이시카와 현, 후쿠이 현
- 도카이 지방: 아이치 현, 시즈오카 현, 기후 현, 미에 현

### 방언
주부 지방의 방언은 대체로 호쿠리쿠 방언, 도카이도야마 방언, 긴키 방언의 3종이 있다.
- 호쿠리쿠 방언：니가타 현(사도가섬), 도야마 현, 이시카와 현, 후쿠이 현(북부)
- 도카이도야마 방언：니가타 현(에치고), 야마나시 현, 나가노 현, 기후 현, 시즈오카 현, 아이치 현
- 긴키 방언：후쿠이 현(남부), (미에 현)

경우에 따라서는 니가타 현 아가노강(阿賀野川) 북부 지역은 도호쿠 방언에 포함되거나 야마나시 현 군나이 지방(郡内地方)은 니시간토 방언으로 분류되기도 한다.

## 교육

### 국립대학
- 니가타 대학
- 나가오카 기술과학대학(長岡技術科学大学)
- 조에쓰 교육대학(上越教育大学)
- 도야마 대학
- 가나자와 대학
- 호쿠리쿠 선단과학기술대학원대학
- 후쿠이 대학
- 야마나시 대학
- 신슈 대학
- 기후 대학
- 시즈오카 대학
- 하마마쓰 의과대학(浜松医科大学)
- 아이치 교육대학(愛知教育大学)
- 도요하시 기술과학대학(豊橋技術科学大学)
- 나고야 대학
- 나고야 공업대학
- 미에 대학

## 주요 도시
- 정령지정도시
  - 나고야시(2,258,280) : 아이치 현 현청 소재지
  - 니가타시(812,388) : 니가타 현 현청 소재지
  - 하마마쓰시(809,233)
  - 시즈오카시(716,002) : 시즈오카 현 현청 소재지

- 중핵시
  - 가나자와시(457,704) : 가나자와 현 현청 소재지
  - 도요타시(423,988)
  - 도야마시(420,367) : 도야마 현 현청 소재지
  - 기후시(410,975) : 기후 현 현청 소재지
  - 나가노시(384,111) : 나가노 현 현청 소재지
  - 도요하시시(376,131)
  - 오카자키시(373,384)

- 특례시
  - 이치노미야시(379,034)
  - 가스가이시(303,163)
  - 쓰시(287,342) : 미에 현 현청 소재지
  - 나가오카시(278,864)
  - 후쿠이시(267,335) : 후쿠이 현 현청 소재지
  - 후지시(254,033)
  - 마쓰모토시(226,443)
  - 누마즈시(204,778)
  - 조에쓰시(204,034)
  - 고후시(198,302) : 야마나시 현 현청 소재지

## 인구
| 연도                               | 인구       | ±%     |
| ---------------------------------- | ---------- | ------ |
| 1920                               | 10,702,000 | —      |
| 1930                               | 11,978,000 | +11.9% |
| 1940                               | 13,113,000 | +9.5%  |
| 1950                               | 15,458,000 | +17.9% |
| 1960                               | 16,565,000 | +7.2%  |
| 1970                               | 18,091,000 | +9.2%  |
| 1980                               | 19,984,000 | +10.5% |
| 1990                               | 21,023,000 | +5.2%  |
| 2000                               | 21,628,238 | +2.9%  |
| 2010                               | 21,715,822 | +0.4%  |
| 2020                               | 22,078,654 | +1.7%  |
| Note: This excludes Mie Prefecture |            |        |

## 같이 보기
- 호쿠리쿠 지방, 호쿠리쿠도
- 신에쓰 지방, 조신에쓰 지방
- 도카이 지방, 도카이도
- 중일본
- 주부 국제공항
- 일본 알프스
- 후지산